# CEU Aricanduva
O CEU Aricanduva é um dos Centros Educacionais Unificados (CEUs), construídos pela Prefeitura da Cidade de São Paulo, localizado na zona leste da Capital. O CEU Aricanduva foi inaugurado no dia 7 de setembro de 2003.  A escola possui área de 23.483 metros² e aproximadamente 14.000 metros² de área construída.

## Instalações
Possui CEI Dirce Migliaccio, EMEI José Gaspar, EMEI CEU Aricanduva, CEU EMEF Professor Dr. Paulo Gomes Cardim e Polo UAB - Universidade Aberta do Brasil - Vila Aricanduva. O CEU dispõe de Teatro "Décio de Almeida Prado" com 450 lugares, Biblioteca "Mário Quintana", Telecentro, 3 piscinas, 1 quadra coberta, 1 quadra descoberta, 1 pista de skate, 1 sala de dança/ginástica e 1 sala Multiuso .
'O Centro Educacional Unificado Aricanduva foi o quinto CEU de São Paulo, em sua inauguração ofertou 2.400 novas vagas, sendo elas: 300 na creche, 840 na Emei, 860 na Emef e 400 na EJA. Naquele ano foram destinadas 800 a crianças que estavam fora da escola. No inicio de suas atividades as 300 vagas de creche disponibilizadas foram oferecidas a crianças que moram na comunidade ao lado e estavam fora da escola e ainda atendeu a demanda de 500 crianças que estavam fila de espera por uma vaga na EMEI ‘Dom José Gaspar’. Em relação ao ensino fundamental, a EMEF teve 350 vagas preenchidas por alunos que moram no entorno e que estavam matriculados em EMEFs num raio demais 2,5 quilômetros de casa. Das 2.360 inscrições para solicitação de vaga na EMEF do CEU Aricanduva, 1.186 são de alunos matriculados em escolas estaduais próximas, 457 de jovens matriculados em escolas estaduais a mais de 3 quilômetros de distância, 139 de escolas municipais próximas, 74 de jovens matriculados em escolas municipais a mais de 3 quilômetros de distância e 85 de alunos de escolas particulares da região. Um teatro municipal, que era outra demanda da região, foi atendida pela Prefeitura com a entrega da unidade. "O CEU é um marco da nossa cidade no combate à exclusão social", afirmou a prefeita da época Marta Suplicy. "É um investimento que consegue realmente atender aquela criança que não tinha acesso à educação, cultura, lazer, qualidade, cidadania", prosseguiu em seu discurso. "Agora, ela [a criança] pode se apropriar disso que é dela e exercer sua cidadania". Fato este que felizmente aconteceu, hoje a comunidade se apropriou deste espaço. 

## Bairros atendidos pelo CEU Aricanduva
Entre os bairros atendidos pelo CEU estão Jardim Arize, Jardim Marília, Jardim Brasília, Parque Savoy City, Vila Antonieta, Vila Rica, Vila Parque Formosa, Jardim Aricanduva, Jardim Santa Terezinha, Jardim IV Centenário, Bancário, Jardim Colorado, Jardim Ipanema, Jardim Itapema, Vila Nova Iorque, o que mostra sua importância para sua região. Está localizado na Rua Olga Fadel Abarca, s/nº, Jardim Santa Terezinha e faz parte da Diretoria Regional de Educação de Itaquera

## Unidades Escolares
| Unidade Escolar | Nome                             |
| --------------- | -------------------------------- |
| CEI             | Dirce Migliaccio                 |
| EMEI            | José Gaspar                      |
| EMEF            | Professor Dr. Paulo Gomes Cardim |
| Polo UAB        | Vila Aricanduva                  |